# Хмільник (Підкарпатське воєводство)
Хмільник (пол. Chmielnik) — розташоване на Закерзонні село в Польщі, у гміні Хмельник Ряшівського повіту Підкарпатського воєводства.
Населення — 3675 осіб (2011).

## Історія
За податковим реєстром 1589 р. село входило до Тичинської округи Перемишльській землі Руського воєводства, в селі було 17 і 1/4 лану (коло 430 га) оброблюваної землі та ще 10 ланів необроблюваної, 2 млини, 2 корчми, 6 загородників, 4 коморники з тягловою худобою і 4 без тяглової худоби, 2 слуги.
У 1772—1918 рр. село входило до Австрійської імперії. На той час унаслідок півтисячоліття латинізації та полонізації українці лівобережного Надсяння опинилися в меншості. Востаннє українці-грекокатолики (належали до парафії Залісє Каньчузького деканату Перемишльської єпархії) фіксуються в селі в шематизмі 1849 р. і в наступному шематизмі (1868 р.) згадка про Хмільник вже відсутня.
Відповідно до «Географічного словника Королівства Польського» в 1883 р. Хмільник знаходився у Ряшівському повіті Королівства Галичини і Володимирії, було 307 будинків і 2000 мешканців.
У міжвоєнний період село входило до ґміни Тичин Ряшівського повіту Львівського воєводства Польщі.
У 1949—1998 рр. село носило назву Хмільник Ряшівський (пол. Chmielnik Rzeszowski).
У 1975-1998 роках село належало до Ряшівського воєводства.

## Демографія
Демографічна структура станом на 31 березня 2011 року:
|          | Загалом | Допрацездатний вік | Працездатний вік | Постпрацездатний вік |
| -------- | ------- | ------------------ | ---------------- | -------------------- |
| Чоловіки | 1824    | 419                | 1218             | 187                  |
| Жінки    | 1851    | 450                | 1009             | 392                  |
| Разом    | 3675    | 869                | 2227             | 579                  |